# 차이나타운 (시드니)

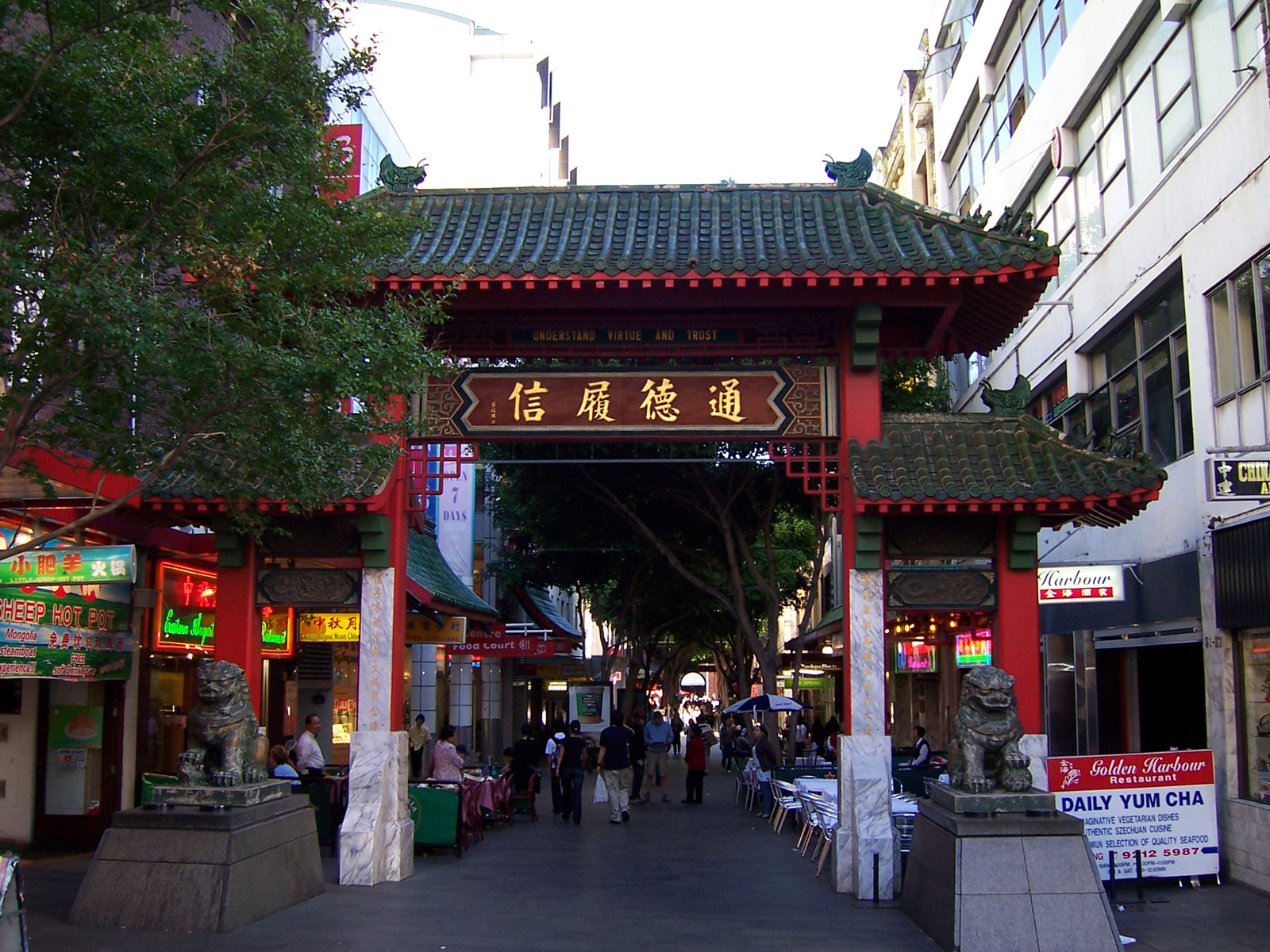
시드니 차이나타운

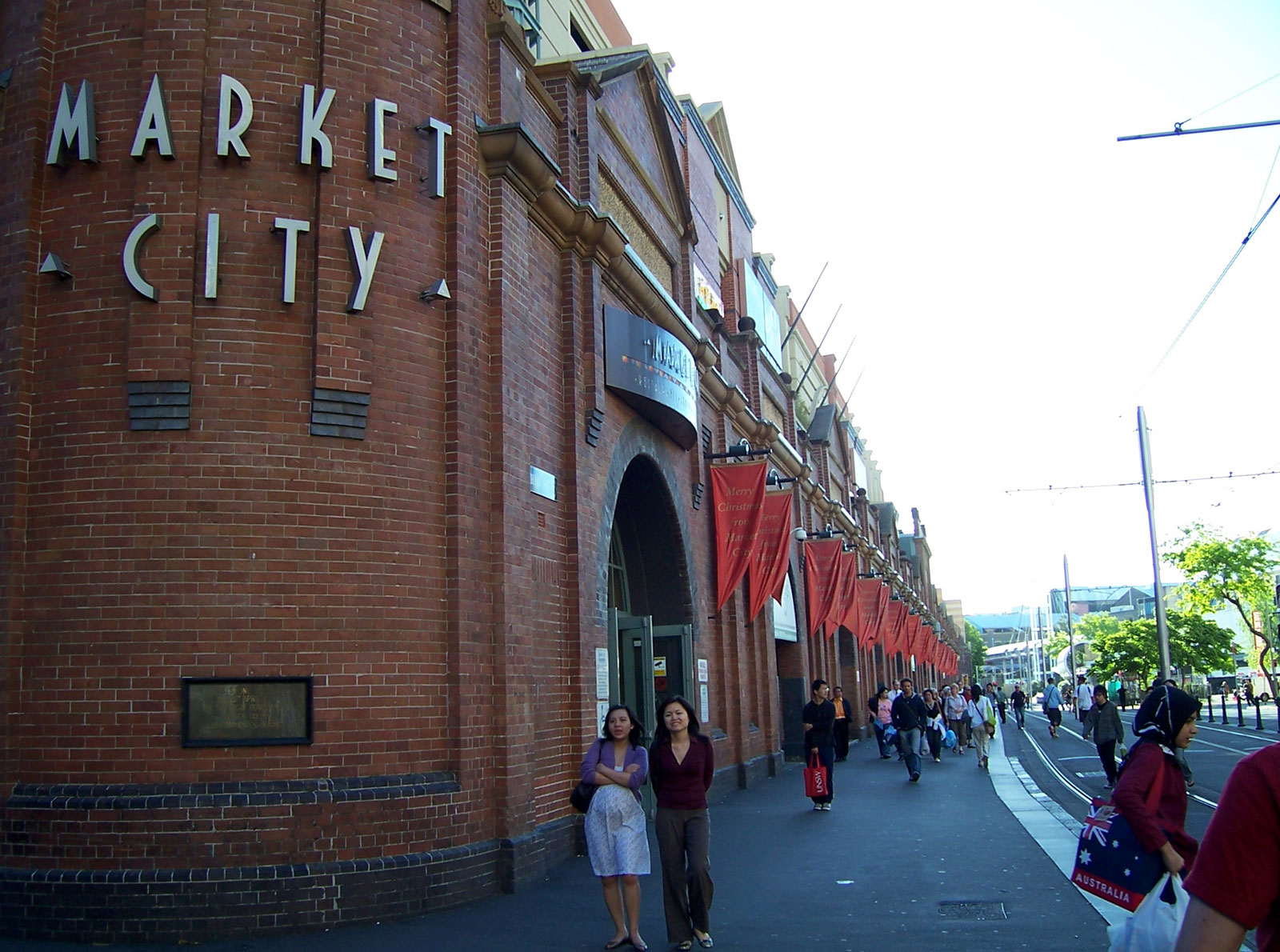
마켓 시티

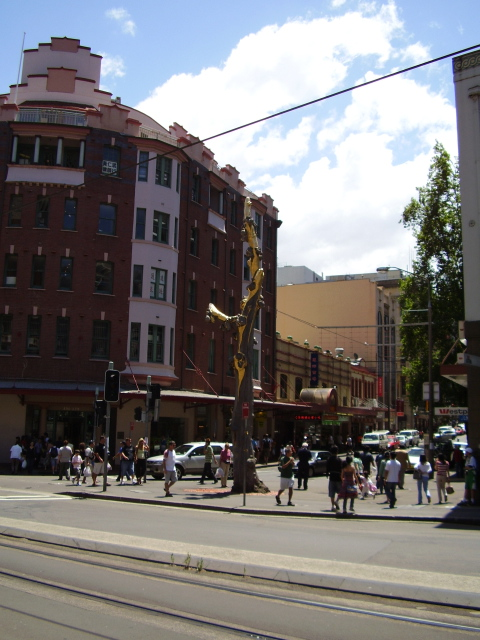
골든 워터 마우스(조각)

시드니 차이나타운(Chinatown, Sydney, 중국어: 雪梨華埠 또는 悉尼唐人街)은 오스트레일리아 뉴사우스웨일스주 시드니 중심 업무 지구에 위치한 차이나타운으로 달링 하버와 센트럴 스테이션 사이의 해이마켓 지역에 위치하고 있다. 이 지역은 오스트레일리아에서 가장 큰 차이나타운이며 시드니의 자치 지역이다.

## 위치와 역사
현재의 위치는 시드니 차이나타운의 세 번째 위치이다. 19세기 말, 첫 번째 차이나타운은 록스 지역에 위치하고 있었으며 후에 달링 하버의 마켓 스트리트로 이전 하였다. 1920년대에 이르러 현재의 위치에 자리잡게 되었으며 차이나타운을 가로지르는 딕슨 스트리트는 보행자 전용 도로로 도로 양쪽에 각종 상점과 중국 음식점들이 위치하고 있으며 도로의 양 끝에는 패방(牌坊)이라 불리는 대문 모양의 중국 특유의 건축물이 세워져 있다.
동쪽으로는 딕슨 스트리트와 평행하게 석세스 스트리트와 시드니 도심의 메인 도로라 할 수 있는 조지 스트리트가 뻗어 있으며 도로를 따라 다수의 상점들이 위치하고 있다. 조지 스트리트와 해이 스트리트가 만나는 차이나타운의 동쪽 끝에는 골든 워터 마우스라는 이름의 죽은 나무 줄기를 이용한 조각이 설치되어 있다. 이 조각은 행운을 가져다 준다는 중국인들 사이에서의 미신적 의미를 담고 있다. 그 외로 차이나타운 주변의 주요 도로로는 팩토리 스트리트, 골번 스트리트, 리틀 해이 스트리트, 피트 스트리트, 토마스 스트리트가 있다.
해이 스트리트를 지나 남쪽으로는 마켓 시티라 불리는 주상 복합 건물이 자리잡고 있으며, 그라운드 층에서는 매 주 금요일부터 일요일까지 패디스 마켓이라 불리는 각종 농산품과 공산품을 저렴하게 판매하는 시장이 열리고 위층에는 현대적인 쇼핑 센터와 음식점, 액세서리 상점, 영화관이 위치하고 있다.
다른 국가의 차이나타운과 달리 시드니 차이나타운은 비교적 범죄나 위생과 관련한 논란에는 자유로웠다. 그러나 시드니에 고층 건물이 들어서고 도심이 발달하면서 건물의 높이 제한에 대한 중국인 사회의 우려가 제기되고 있다. 또한 지난 20년간 애쉬필드, 허스트빌, 이스트우드, 캠시, 파라마타, 챗스우드, 버우드 등 시드니 외곽 지역에서 위성 차이나타운이 생겨났다. 하지만 여전히 시드니 차이나타운은 중국계 오스트레일리아인들의 핵심 지역이라 할 수 있다.

## 자매 도시
시드니는 1988년 오스트레일리아 개척 200주년을 기념하는 의미에서 중국의 광저우 시와 자매 결연을 맺었다. 이에 따라 차이나타운 서쪽에 위치한 달링 하버에 친교의 중국식 정원이 건설되었으며, 이 정원은 중국 외 지역에 위치한 몇 안되는 전통 중국식 정원의 하나이다.

## 같이 보기
- 시드니 중국식 정원